# 死亡輪
死亡輪（英語：breaking wheel、，亦可簡寫爲）是一種於公開處決中使用酷刑，其歷史可追溯到遠古時代，且這種刑罰直到18世紀才廢止。受刑人會因爲骨頭被鈍擊砸碎而死亡。在德國，死亡輪作爲一種死後處罰，直到19世紀仍在使用。

## 描述

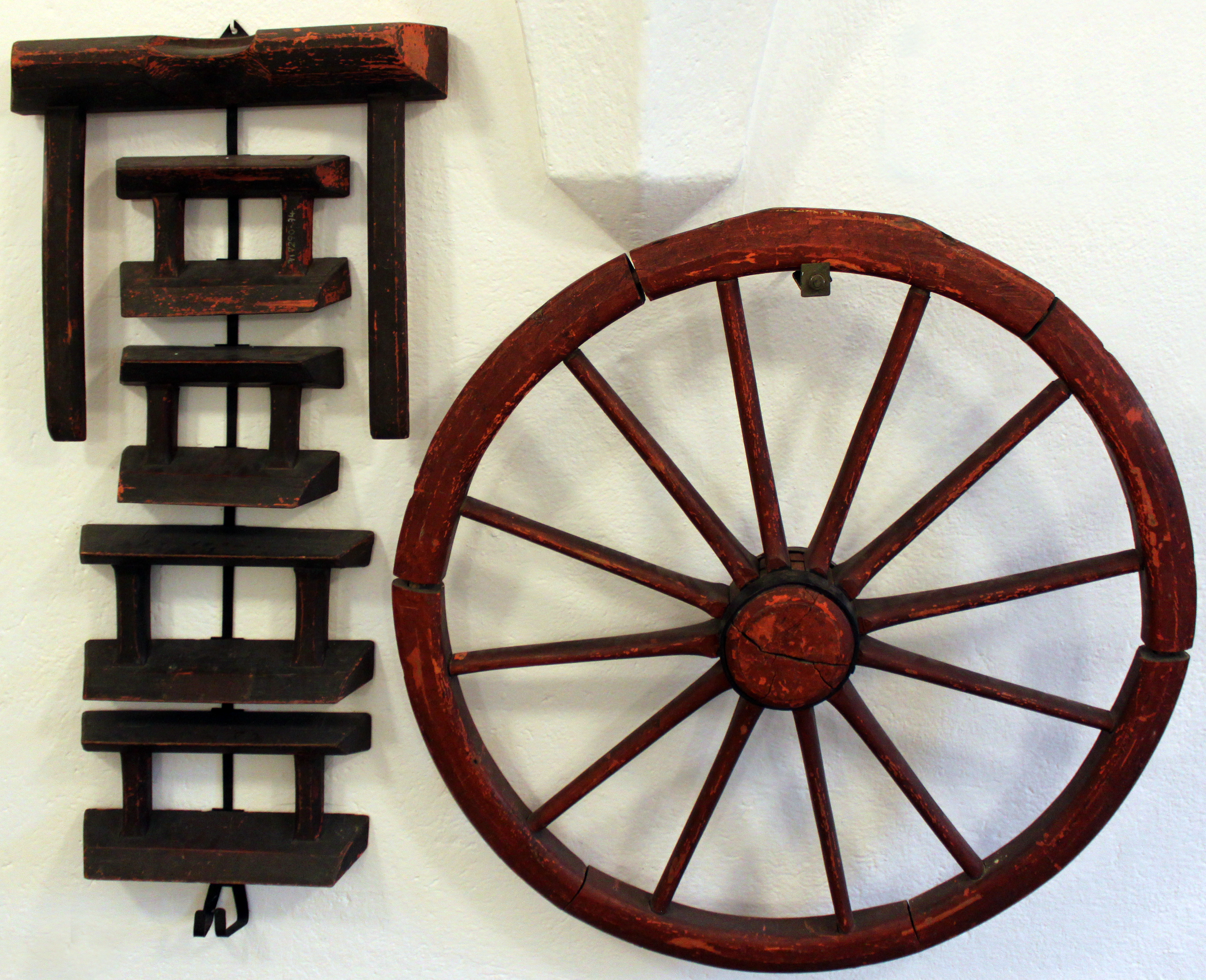
柏林Märkisches博物館展示的18世紀死亡輪與其底床

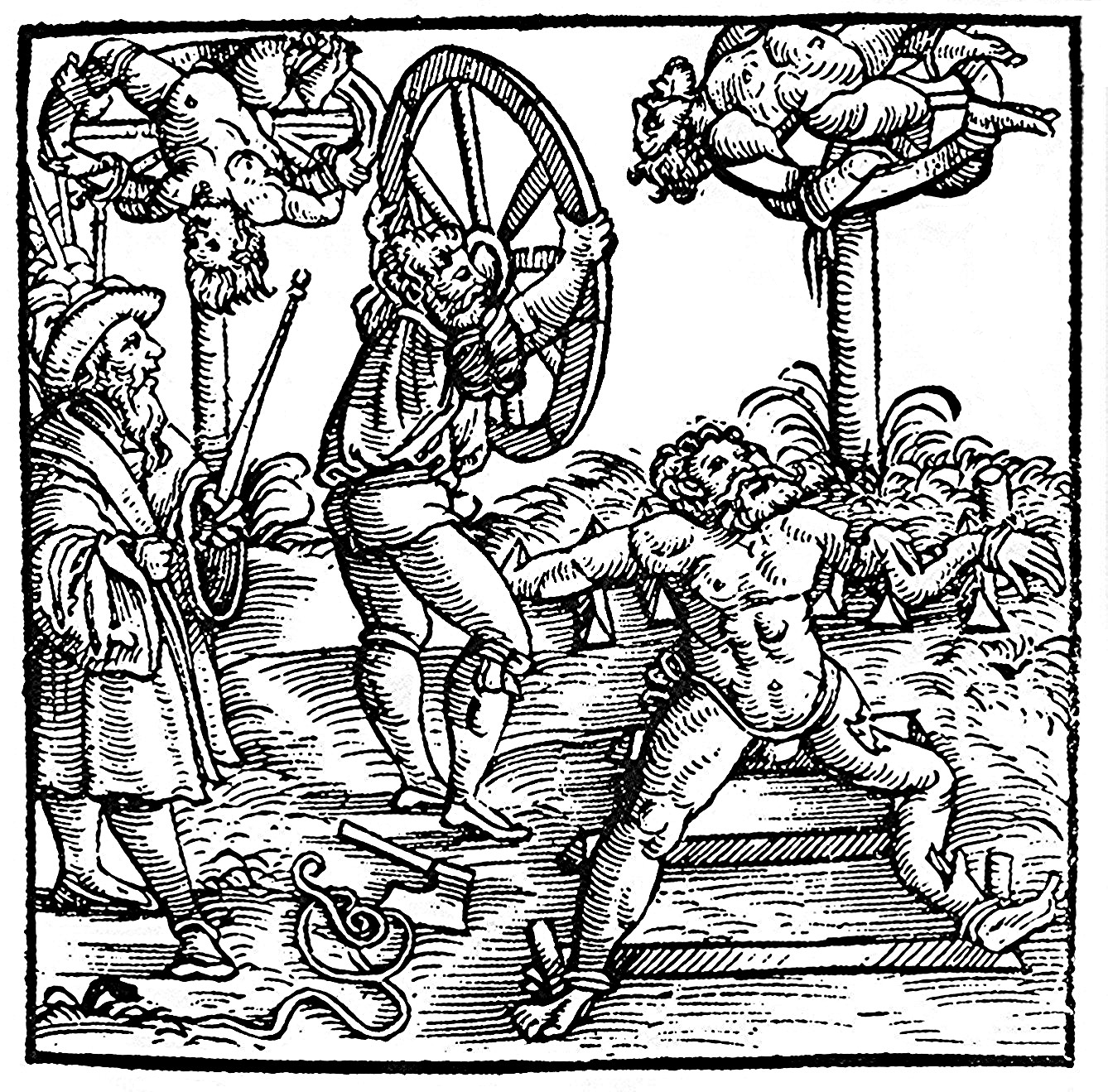
正在實行中的死亡輪

用於執行死亡輪的輪子是一個有數根輻條的古典木頭大輪子。受刑人會被綁在這個輪子上，劊子手會用棍棒擊打他們的四肢，使得他們的骨頭被打斷。然後，受刑人就會被丟在原處直到死亡。有記錄表明，一名14世紀的受刑人在被執行死亡輪後活了三天才死去。甚至，在1348年黑死病流行時，當局曾稱一名被處以死亡輪的猶太人博納·戴斯（Bona Dies）在被執行死亡輪後活了四天四夜。有時，在執行死亡輪後，施刑人還會將受刑者綁到高杆上，以讓鳥類啄食仍然活着的受刑者。
另外，受刑者也可以被綁在聖安德魯十字，一種由兩塊組合成X形木板組成的十字上不過，在執行完棒打後，受刑者還是可能會被綁到輪子上。
有時，輪子也可以作爲執行死亡輪的鈍器使用。1589年，在對犯弒父罪的Franz Seuboldt執行死亡輪時，劊子手即使用輪子作爲擊打Franz Seuboldt四肢的鈍器。他用木塊擡高Franz Seuboldt的四肢，然後用輪子對其進行擊打。